# Cothonaspis longula
Cothonaspis longula is een vliesvleugelig insect uit de familie van de Figitidae. De wetenschappelijke naam van de soort is voor het eerst geldig gepubliceerd in 1976 door Nordlander.